# Gotita de amor
Gotita de amor es una telenovela infantil mexicana producida por Televisa en 1998, por Nicandro Díaz en su debut como productor. Está protagonizada por Laura Flores, Alejandro Ibarra y Andrea Lagunés como la protagonista infantil, con las participaciones antagónicas de Mercedes Molto, Miguel de León, Pilar Montenegro y Raúl Araiza Herrera y cuenta con las actuaciones estelares de Evita Muñoz "Chachita", Gerardo Murguía, Héctor Sáez, Jaime Garza, Socorro Bonilla y las primeras actrices Alicia Montoya y Martha Roth. Es una versión de la telenovela infantil de 1978 Gotita de gente, protagonizada por Graciela Mauri.

## Sinopsis
Isabel "Chabelita" es abandonada en la puerta de un orfanato a los pocos días de nacer. Ahí va creciendo entre las bromas de las demás niñas y los maltratos de la dura directora llamada "Justa". Un día sus compañeras le muestran una falsa acta de nacimiento donde dice que su padre se llama Jesús García, que está vivo y reside en la Ciudad de México por lo que ella con la ilusión de tener una familia se escapa del orfanato rumbo a la Ciudad de México a buscar a su supuesto padre.
Jesús García es un pobre merolico que recorre las calles de la ciudad, mientras sueña con María Fernanda De Santiago, una refinada mujer que es su amor imposible y de quien se enamoró a primera vista; hasta que un día aparece la dulce “Chabelita” reclamándolo como su papá, la niña de inmediato se gana su corazón y a pesar de que sabe que es imposible que sea su hija biológica la acepta y comienza a cuidar de ella como tal formando un lazo de padre-hija.
Mientras María Fernanda, una mujer de familia prominente, no ha cesado en la búsqueda de su hija que le fue arrebatada al nacer (el padre es Ulises Aredondo). Un día se topa con Chabelita y Jesús, ella está convencida de que la tierna niña es su hija perdida y comienza una dura batalla por recuperar a la pequeña sin imaginarse que el amor es quien va a poner las cosas en su lugar.
A pesar de los maltratos, falta de cariños y atención, su entusiasmo y optimismo nunca los pierde, dando ternura y amor a la gente que la rodea, por lo que le dicen Gotita de amor y con su espíritu inquebrantable logra realizar su sueño más grande: tener un hogar.

## Reparto
- Laura Flores - María Fernanda De Santiago Barroso García
- Alejandro Ibarra - Jesús García Chávez
- Andrea Lagunés - Isabel "Chabelita" Arredondo De Santiago
- Mercedes Molto - Lucrecia Samaniego de Sotomayor
- Pilar Montenegro - Arcelia Olmos
- Evita Muñoz "Chachita" - Dolores "Lolita" Lomeli de Centella
- Martha Roth - Dalila Sotomayor
- Irán Eory - Madre Superiora
- Jaime Garza - Detective Romo
- Raúl Araiza - Guillermo Contreras
- Adalberto Martínez "Resortes" - Concordio
- Alicia Montoya - Trinidad "Trini"
- Martha Ofelia Galindo - Leocadia
- Carmen Amezcua - Hermana Marcela
- Vanessa Angers - Coral Martinez
- Socorro Bonilla - Prudencia de Olmos
- Juan Carlos Casasola - Román Correa
- Rafael del Villar - Gilberto Robles
- Carmelita González - Honoria Diaz
- Elizabeth Dupeyrón - Florencia
- Roberto Ramírez Garza - Plácido
- Pilar Escalante - Mirta
- Isaura Espinoza - Desdémona Mayoral
- Héctor Herrera - Zósimo Centella "Papadzul"
- Luisa Huertas - Hermana Cándida
- Isabel Martínez "La Tarabilla" - Candelaria
- Raquel Morell - Bernarda De Santiago
- Gerardo Murguía - Ricardo Sotomayor
- Héctor Sáez - Sócrates Olmos
- Vilma Traca - Hermana Lucha
- María Clara Zurita - Justa Quiñones Monsalve
- Niurka Marcos - Constanza
- Guillermo Zarur - Clemente Tellez
- Adriana Fonseca - Paola
- Renata Flores - Dorotea
- Miguel de León - Ulises Arredondo Rivera
- Erika Martí - Priscila Villareal
- Paulina Álvarez - Juliana
- Rodrigo Correa - Paco
- Carla Ortiz - Karina
- Julio Alemán - Juez
- Guillermo Aguilar - Padre Cristóbal
- Roberto Antúnez - Pantaleón
- Joaquín Cordero - Patriarca
- Eduardo Liñán - Lic. Constantino Contreras
- Paty Díaz - Lorena Santander
- Eduardo Luna - Braulio Rey
- Daniela Luján - Daniela
- Ximena Sariñana - Enriqueta
- Paulina Martell - Genoveva
- Andrea Soberón - Flavia / Fabiola Rivera Ostos
- Michelle González - Nuria
- Monserrat de León - Clara Antonia
- Annie del Castillo - Rosy
- Natasha Dupeyrón - Roxana
- Rosita Bouchot - Profesora Leoncia
- Javier Herranz - Francisco
- Sergio Blass - Vilko
- Estela Barona - Yanka
- Ramón Menéndez - Augusto Arredondo
- Teo Tapia - Octavio De Santiago
- Vanessa Villela - Naila
- José Luis Cantú - Tacho
- Ricardo Vera - Evaristo
- Roberto D'Amico - Óscar Serrano
- Héctor Soberón - Dr. Alberto Gomez
- Ana Karla Kegel - Pilar
- Elena Paola Kegel - Socorro
- Michaelle Mayer - Teresa
- Arturo García Tenorio
- Jorge Pascual Rubio - Lic Cruz
- Sergio Sánchez - Lic. Pascal
- Octavio Menduet - Dr. Oropeza
- Esperanza Rendon - Directora
- Paulina Álvarez - Juliana
- Rodrigo Correa -  Paco
- Fernando Nesme
- Rodolfo de Alejandre
- Zahira de Quevedo
- Mariana Brito
- Jesús Villalpando
- Génesis García Ramos
- Deyani
- Elizabeth Rico
- Paola Flores
- Norma Iturbe

## Equipo de producción
- Historia original: Raymundo López
- Libreto: Kary Fajer, Alberto Gómez, Alberto Aridjis
- Co-Adaptacion: Gerardo Luna
- Edición literaria: Rosario Velicia, Tere Medina
- Tema de entrada: "Gotita de amor"
- Música original: Paco Navarrete
- Intérprete: Tatiana
- Musicalización: Juan López Arellano
- Coreografía de Musicales: Beatriz Cecilia
- Escenografía: Arturo Flores
- Ambientación: Claudia Álvarez
- Diseño de vestuario: Lorena Huertero, Gabriela Chávez (diseñadora)
- Gerente de producción: Sergio Espejo Garciglia
- Coordinación artística: Gerardo Lucio Bear
- Coordinador de producción: Pablo Noceda Pérez
- Editores: Claudio González, Alberto Cárdenas, Susana Valencia, Martín Márquez y Hector Marquez
- Dirección de escena en locación: Arturo García Tenorio
- Dirección de cámaras: Isabel Basurto, Héctor Márquez y Carlos Sánchez Ross
- Dirección de escena: Martha Luna, Karina Duprez
- Productora asociada: Maricarmen Marcos
- Productor: Nicandro Díaz

## Versiones
Gotita de amor es una versión de la telenovela "Gotita de gente", producida por Televisa en 1978 de la mano de Valentín Pimstein. La telenovela fue dirigida por Manolo García y protagonizada por Graciela Mauri, Liliana Abud y Jorge Ortiz de Pinedo.
A su vez, "Gotita de gente", fue basada en la brasileña "Pingo de gente", escrita por Raimundo Lopes, dirigida por José Luís Pinho y producida por TV Record en 1971.